# برسية نرويجية
برسية نرويجية (الاسم العلمي:Gnaphalium norvegicum) هي نوع من النباتات تتبع جنس البرسية من الفصيلة النجمية.